# Most Svobody
Most Svobody (italsky Il Ponte della Libertà) je silniční most, který spojuje ostrovní město Benátky s Mestre na pevnině.
Navržen byl v roce 1931 Eugeniem Miozzim a otevřel ho Benito Mussolini v roce 1933 jako Ponte Littorio na jediné silnici vedoucí do Benátek. Na konci druhé světové války byl přejmenován na počest konce fašistické diktatury. Je 3,85 km dlouhý, má dva jízdní pruhy v každém směru a nejsou na něm žádné odstavné pruhy. Je postaven podél železničního mostu, který byl postaven v roce 1846 a je stále v provozu.